# La Graciosa
Pour les articles homonymes, voir Graciosa.
La Graciosa est une petite île des îles Canaries, faisant partie de l'archipel de Chinijo et rattachée à la commune de Teguise (Lanzarote).

## Géographie
Le village principal de l'île est Caleta de Sebo et compte 693 habitants en janvier 2008 qui vivent essentiellement de la pêche et du tourisme. Il existe sur l'île un deuxième village, du nom de Pedro Barba, mais il n'est constitué que de résidences secondaires de Canariens et n'est habité qu'en été.
Il n'y a pas de sources d'eau sur l'île. L'eau potable est acheminée par bateau et par un pipeline qui passe sous le Rio, le détroit de plus d'un kilomètre de large qui sépare La Graciosa de Lanzarote.

## Transports
L'île est reliée à Lanzarote par une navette maritime entre les ports d'Orzola et Caleta de Sebo. 
Il est possible de louer des vélos pour visiter l'île, qui ne comporte que des pistes non goudronnées, y compris à Caleta de Sebo et Pedro Barba (en).

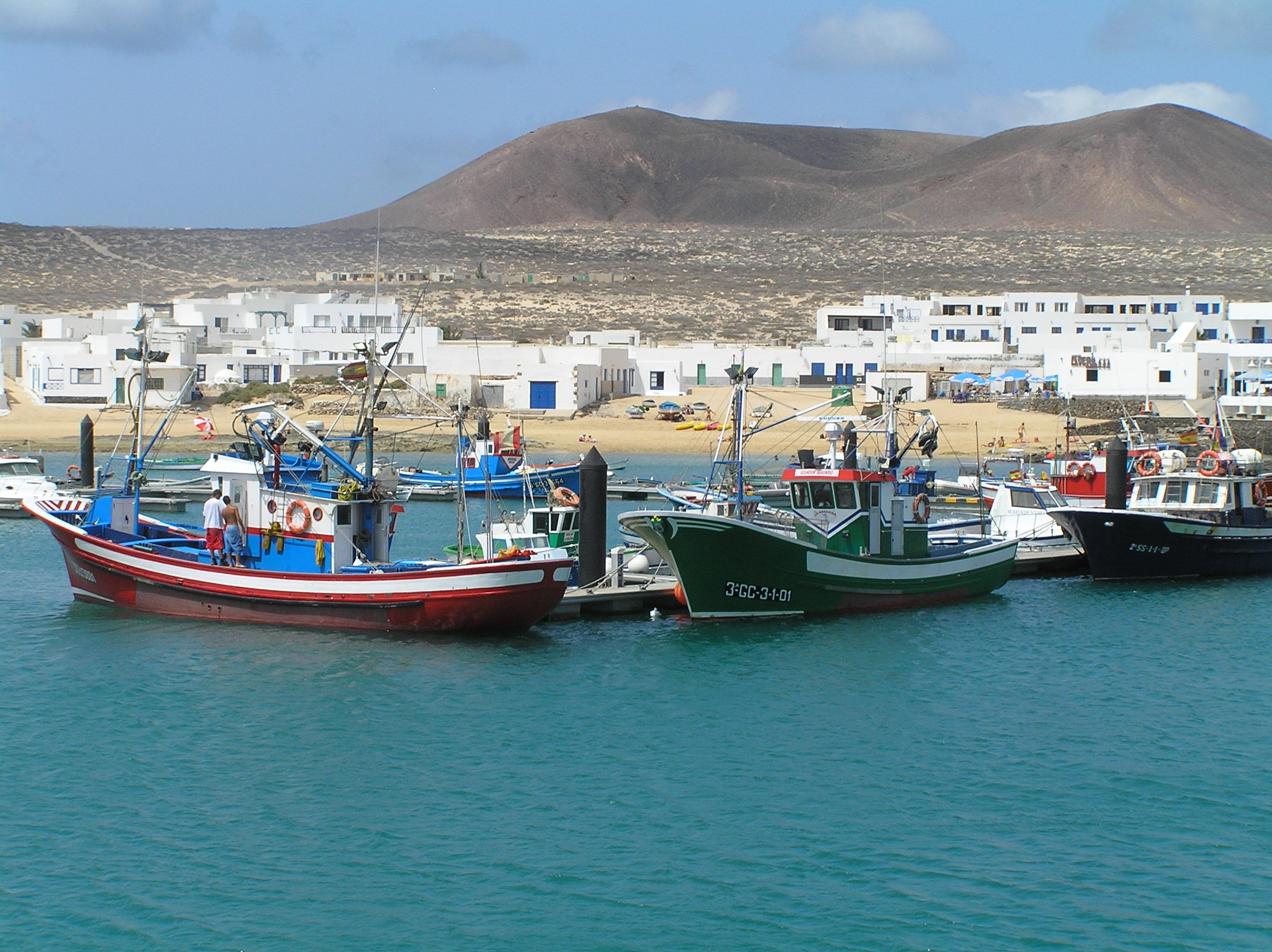
Le port de Caleta de Sebo

## Huitième île
Le 26 juin 2018, la commission des communautés autonomes du Sénat espagnol vote à l'unanimité une motion appelant à reconnaître La Graciosa comme la huitième île de l'archipel canarien. Elle devient officiellement la huitième île de l'archipel le 6 novembre grâce à la réforme du statut d'autonomie des îles Canaries mais ne dispose pas d'une administration insulaire propre.

Vue panoramique de La Graciosa

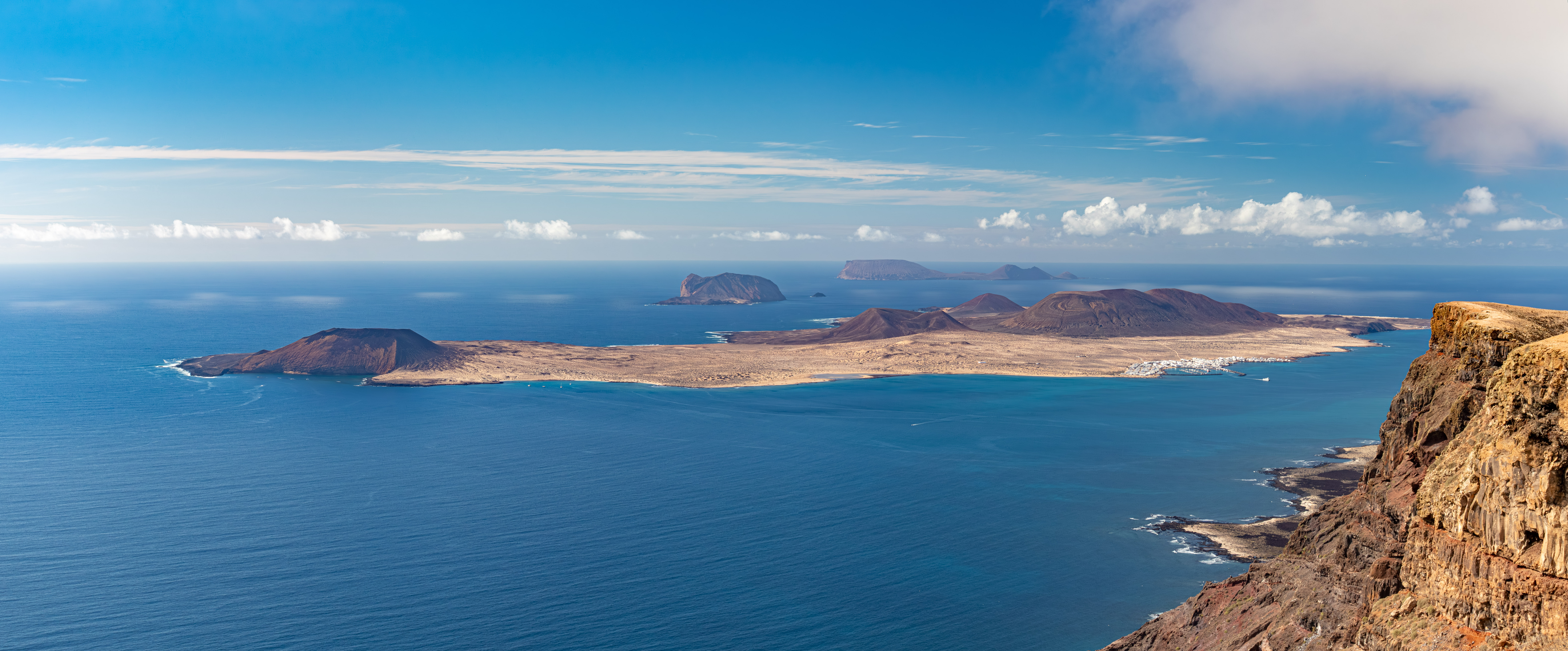
Vue de La Graciosa et autres îles de l'archipel Chinijo depuis Lanzarote

### Aire protégée
- Réserve marine de La Graciosa et des îlots du nord de Lanzarote

### Webographie
- Notice dans un dictionnaire ou une encyclopédie généraliste :   - Store norske leksikon
- Notices d'autorité :   - VIAF
  - Espagne